# 多莫多索拉圣山

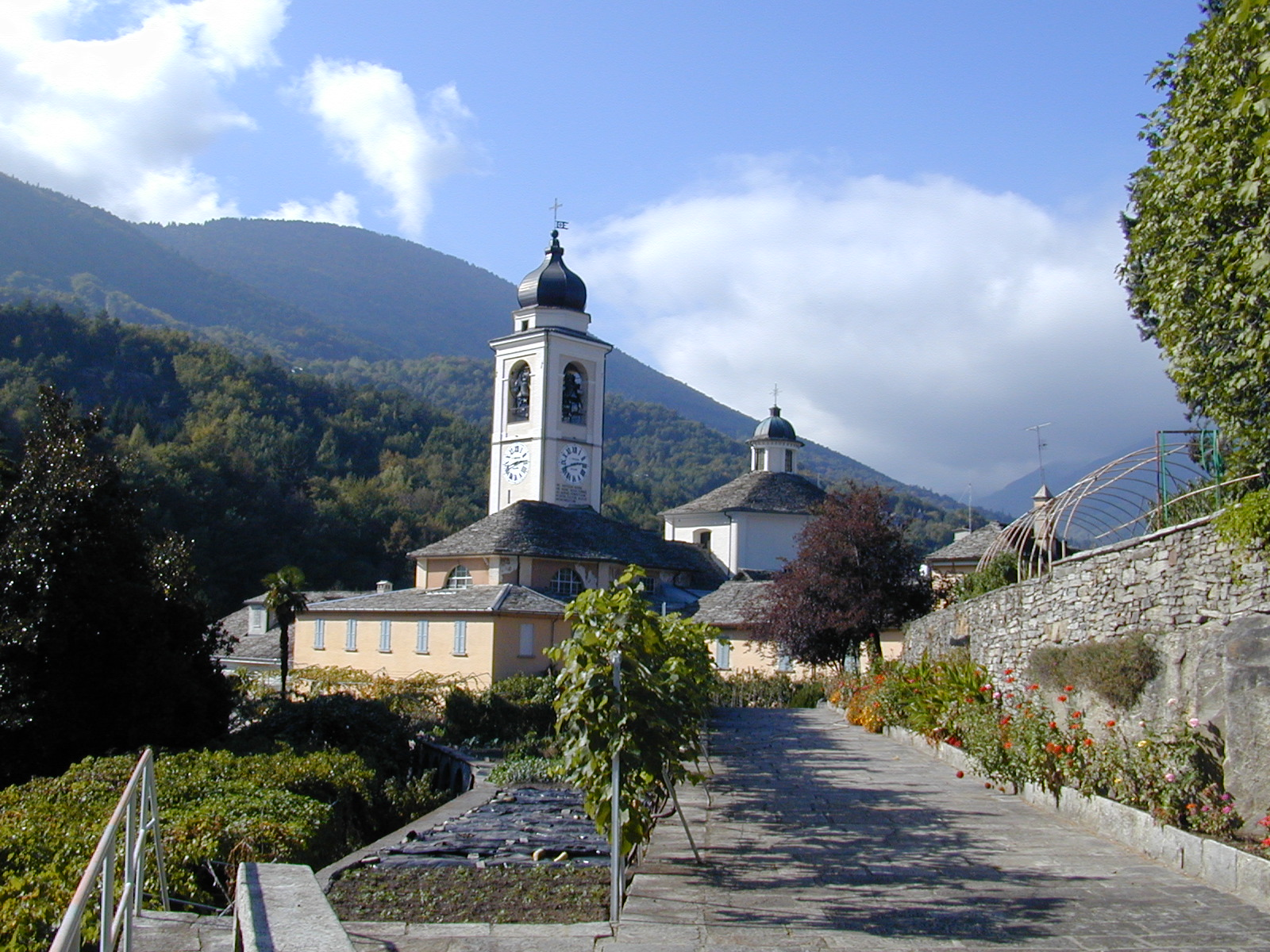

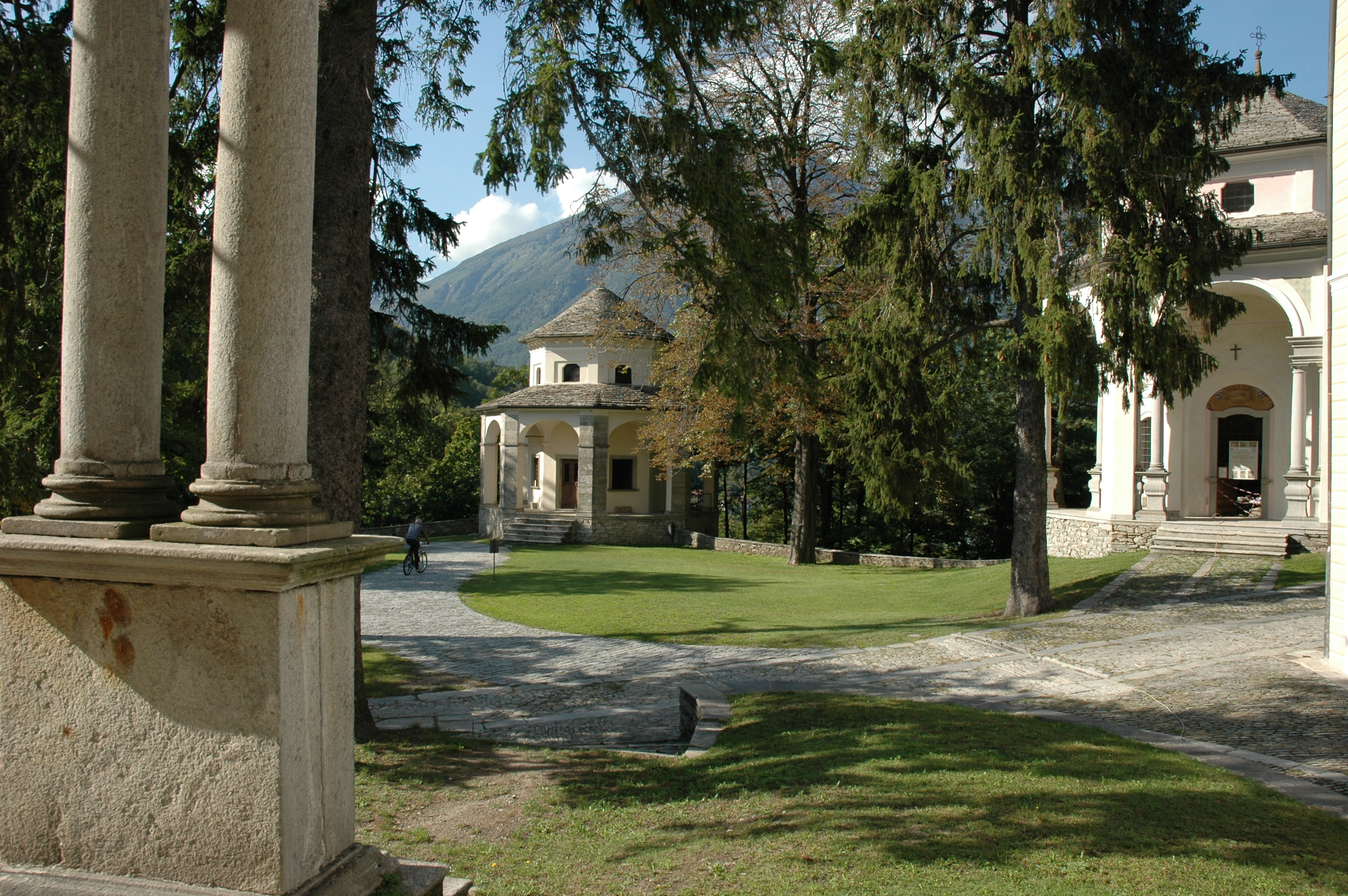

多莫多索拉圣山（義大利語：Sacro Monte Calvario di Domodossola）是一个罗马天主教朝圣地，位于意大利北部皮埃蒙特大区马塔雷拉山，俯瞰多莫多索拉。它是皮埃蒙特和倫巴第的聖山中的一座，被列为世界遗产。它是科乌尔信仰之路上的中途站。
朝圣地建于1657年，这是方濟嘉布遣會修士乔亚奇诺·达卡萨诺和安德烈亚·达罗的意愿。小堂沿苦路布置，开始于多莫多索拉郊区，最终到达马塔雷拉山顶。
1690年，山顶上的朝圣所祝圣，1828年，哲学家神父安多尼·罗斯米尼成立了罗斯米尼修会。
几个世纪以来，圣山经历了多次改建、重建和修复。1957年，在第3、第5、第6和第7小堂布置木雕。